# Bisdom Pesqueira
Het bisdom Pesqueira (Latijn: Dioecesis Pesqueirensis) is een rooms-katholiek bisdom met als zetel Pesqueira, in Brazilië. Het bisdom is suffragaan aan het aartsbisdom Olinda e Recife.

## Geschiedenis
Het bisdom werd opgericht op 5 december 1910, als bisdom Floresta, uit delen van het bisdom Olinda. Op 2 augustus 1918 veranderde het van naam naar bisdom Pesqueira. 

## Parochies
Het bisdom had in 2021 een oppervlakte van 10.065 km2 en telde 509.900 inwoners waarvan 78,1% rooms-katholiek was.

## Bisschoppen
- Augusto Álvaro da Silva (12 mei 1911 - 25 juni 1915)
- José Antônio de Oliveira Lopes (26 juni 1915 - 24 november 1932)
- Adalberto Accioli Sobral (13 januari 1934 - 18 januari 1947)
- Adelmo Cavalcante Machado (3 april 1948 - 24 juni 1955)
- Severino Mariano de Aguiar (3 december 1956 - 14 maart 1980)
- Manuel Palmeira da Rocha (14 maart 1980 - 26 mei 1993)
- Bernardino Marchió (26 mei 1993 - 6 november 2002; coadjutor sinds 27 maart 1991)
- Francesco Biasin (23 juli 2003 - 8 juni 2011)
- José Luiz Ferreira Salles (15 februari 2012 - heden)

Olinda e Recife (aartsbisdom) · Afogados da Ingazeira · Caruaru · Floresta · Garanhuns · Nazaré · Palmares · Pesqueira · Petrolina · Salgueiro